# Laîche paniculée
Carex paniculata
Espèce
Classification phylogénétique
Statut de conservation UICN

 LC  : Préoccupation mineure
La Laîche paniculée (Carex paniculata) est une espèce de plantes de la famille des Cyperaceae. Elle fait partie du genre Carex.

## Habitats
Zones humides.